# Брутахи
Брутахи — юдейське племінне державне утворення 13 століття невизначеного походження та місцезнаходження. Джованні ді Плано Карпіні, папський легат до монгольського хана Гуюка, склав список країн, які завоювали монголи. В районі Кавказу, понтійського степу та Прикаспія ним згадуються «брутахи, що є євреї» (лат. Comani Brutachi, qui sunt Iudii).

## Гіпотези ототожнення
Деякі дослідники вважають лат. Comani Brutakhi свідченням відповідності брутахів куманам — (половцям-кипчакам), однак таке читання поставлене під сумнів багатьма істориками. Ідентифікація брутахів залишається неясною. Джованні Да Плано Карпіні також повідомляє про гоління голови брутахами, що є загальнотюркським звичаєм. Можливо, це були залишки хозар. Крім того, вони могли бути половцями, які перейшли у юдаїзм (можливо, пов'язані з кримчаками або караїмами).
Інша гіпотеза пов'язує брутахів із гірськими євреями (татами) Дагестану й Азербайджану, які, як вважають, протягом своєї історії мали незалежну державу.
Деякі вчені припускають, що слово брутахи може бути видозміненим брутас або буртаси з грецьких класичних творів. Буртаси були поволзьким степовим народом із невизначеною етнічною приналежністю.